# Borys Szyc

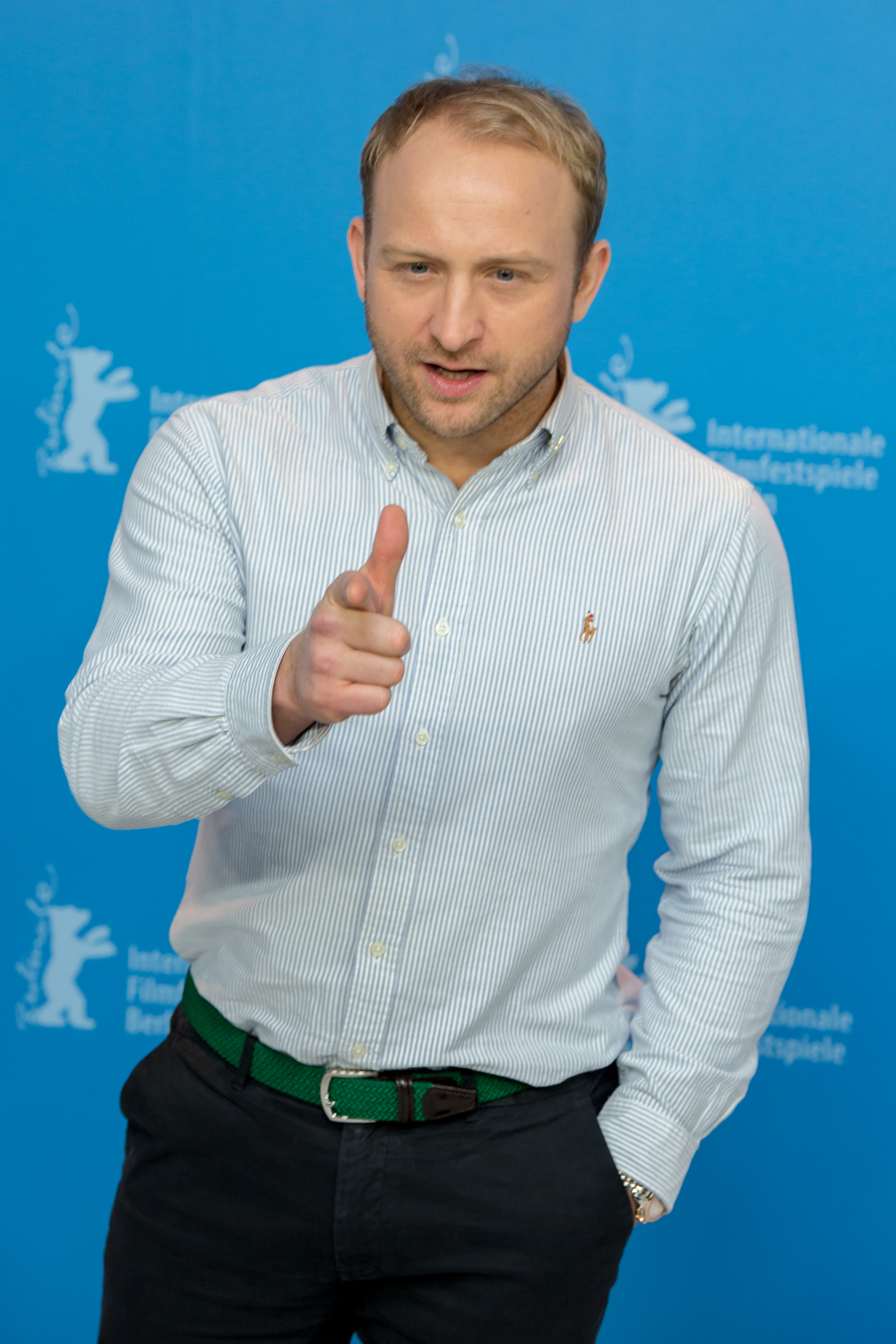
Borys Szyc bei der Pressekonferenz zum Film Die Spur während der Berlinale 2017

Borys Szyc (* 4. September 1978 in Łódź) ist ein polnischer Film- und Theaterschauspieler und Sänger.

## Leben
Der 1978 in Łódź geborene Borys Szyc wurde nach der Trennung seiner Eltern im Säuglingsalter von seiner Mutter erzogen und wuchs im Stadtteil Bałuty auf. Er besuchte die Sekundarschule in Łódź. Sein Kinodebüt gab er im Jahr 2000 in Piotr Starzaks Enduro bojz. Im Jahr 2001 absolvierte er die Schauspielschule der Theaterakademie Warschau und ist seitdem Schauspieler am Zeitgenössischen Theater Warschau, wo er mit Bambini di Praga debütierte.
Nach einem Engagement in Platonov an der Theaterakademie in Warschau und mehreren kleineren Film- und Fernsehrollen erhielt er in Konrad Niewolskis Symetria eine Hauptrolle. Der Film wurde 2003 beim Polnischen Filmfestival in Gdynia uraufgeführt, und Szyc spielt im Film Albert, einen von sechs Insassen in einem Untersuchungsgefängnis. Einem breiteren Publikum wurde er in der Rolle des Kommissars Tomasz „Kruszon“ Kruszyński in der Fernsehserie Oficer von Maciej Dejczer bekannt, die von 2004 bis 2005 gezeigt wurde.
Im Januar 2008 nahm Szyc mit Justyna Steczkowska die Single Choć wieje, pada, grzm auf. Am 27. November 2008 veröffentlichte er sein Debüt-Studioalbum Feelin’ Good, das von der Plattenfirma EMI Music Poland veröffentlicht wurde, mit Beiträgen von Ewa Bem, Kasia Cerekwicka, Marysia Starosta und Justyna Steczkowska.
Im Ökothriller Die Spur von Agnieszka Holland, der im Februar 2017 im Wettbewerb der Berlinale seine Premiere feierte, spielte er den Bordellbetreiber Jarosław Wnętrzak. In Cold War – Der Breitengrad der Liebe von Paweł Pawlikowski, der im Mai 2018 im Rahmen des internationalen Wettbewerbs der Internationalen Filmfestspiele von Cannes erstmals vorgestellt wurde und im Rahmen der Oscarverleihung 2019 insgesamt drei Nominierungen erhielt, darunter als bester fremdsprachiger Film, erhielt er die Rolle des Leiters der Musikschule Lech Kaczmarek.
Szyc erhielt bereits zwei Auszeichnungen mit dem wichtigsten polnischen Theaterpreis „Feliks Warszawski“ und auch einen Darstellerpreis beim Polnischen Filmpreis.

## Theaterrollen (Auswahl)
- Bambini di Praga, Zeitgenössisches Theater Warschau, Rolle des Bucephal
- Sztuka untitled, Zeitgenössisches Theater Warschau, Rolle des Platonov[1][5]

## Filmografie (Auswahl)
- 2003: Symetria
- 2004: Pręgi
- 2009: Wojna polsko-ruska
- 2011: Kret
- 2012: Kac Wawa
- 2012: Die Belagerung (11 settembre 1683)
- 2013: 1939 Battlefield Westerplatte – The Beginning Of World War 2 (Tajemnica Westerplatte)
- 2014: Serce, serduszko
- 2014: Lekarze (Fernsehserie, 13 Folgen)
- 2014: Czas honoru. Powstanie (Fernsehserie, 9 Folgen)
- 2015: Persona Non Grata
- 2016: Pakt (Fernsehserie)
- 2017: Die Spur (Pokot)
- 2018: Cold War – Der Breitengrad der Liebe (Zimna wojna)
- 2018: Serce nie sluga
- 2019: World on Fire (Fernsehserie)
- 2019: Piłsudski
- 2019–20: Wataha (Fernsehserie)
- 2023: Joika
- 2024: Forst
- 2024: Simona Kossak

## Auszeichnungen (Auswahl)
Feliks Warszawski
- 2002: Auszeichnung in der Kategorie Schauspieler-Debütant für die Rolle des Bucephal in „Bambini di Praga“
- 2010: Auszeichnung für die Hauptrolle des Platonov in dem Stück „Sztuka untitled“[1]

Kaliskich Spotkaniach Teatralnych / Theaterfestival in Kalisz
- 2010: Auszeichnung mit dem Schauspielpreis für die Rolle von Platonov in „Sztuka untitled“[1]

Montréal World Film Festival
- 2011: Auszeichnung als Bester Schauspieler (Kret)

Polnischer Filmpreis
- 2005: Nominierung als Bester Nebendarsteller (Symetria)
- 2010: Auszeichnung als Bester Hauptdarsteller (Wojna polsko-ruska)
- 2019: Nominierung als Bester Nebendarsteller (Cold War – Der Breitengrad der Liebe)
- 2020: Nominierung als Bester Hauptdarsteller (Piłsudski)